# Elatostema crispulum
Elatostema crispulum es una especie de planta del género Elatostema, perteneciente a la familia Urticaceae.

## Taxonomía
Elatostema crispulum fue descrita por Wen Tsai Wang en 1985.

## Distribución
Se encuentra en el territorio centro-sur de China.